# 불카노섬

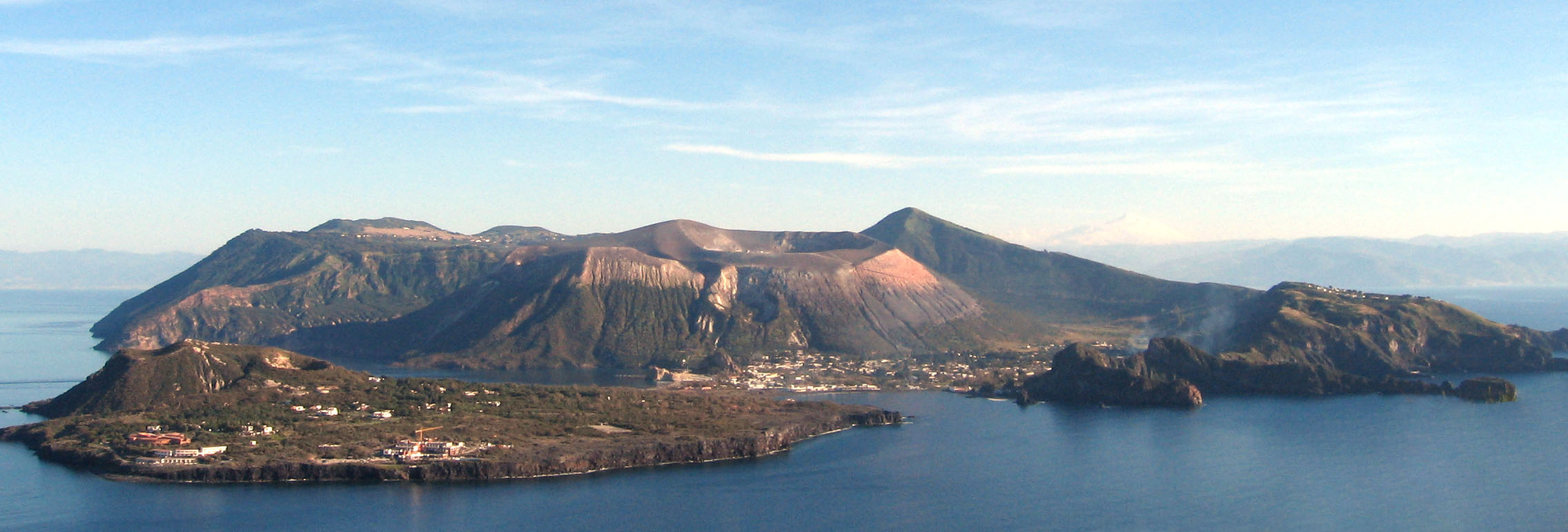
불카노 섬

불카노섬(Vulcano, 시칠리아어: Vurcanu)은 티레니아해에 위치한 작은 화산섬이다. 시칠리아에서 북쪽으로 약 25 킬로미터 거리에, 여덟 개의 에올리에 제도 동쪽 끝에 위치해 있다. 이 섬은 면적이 21 제곱 킬로미터, 높이가 499미터이며 이탈리아의 4개의 비해저 활화산 중 하나를 포함하여 몇 개의 화산 진원지들을 포함하고 있다.